# Mon amie la rose

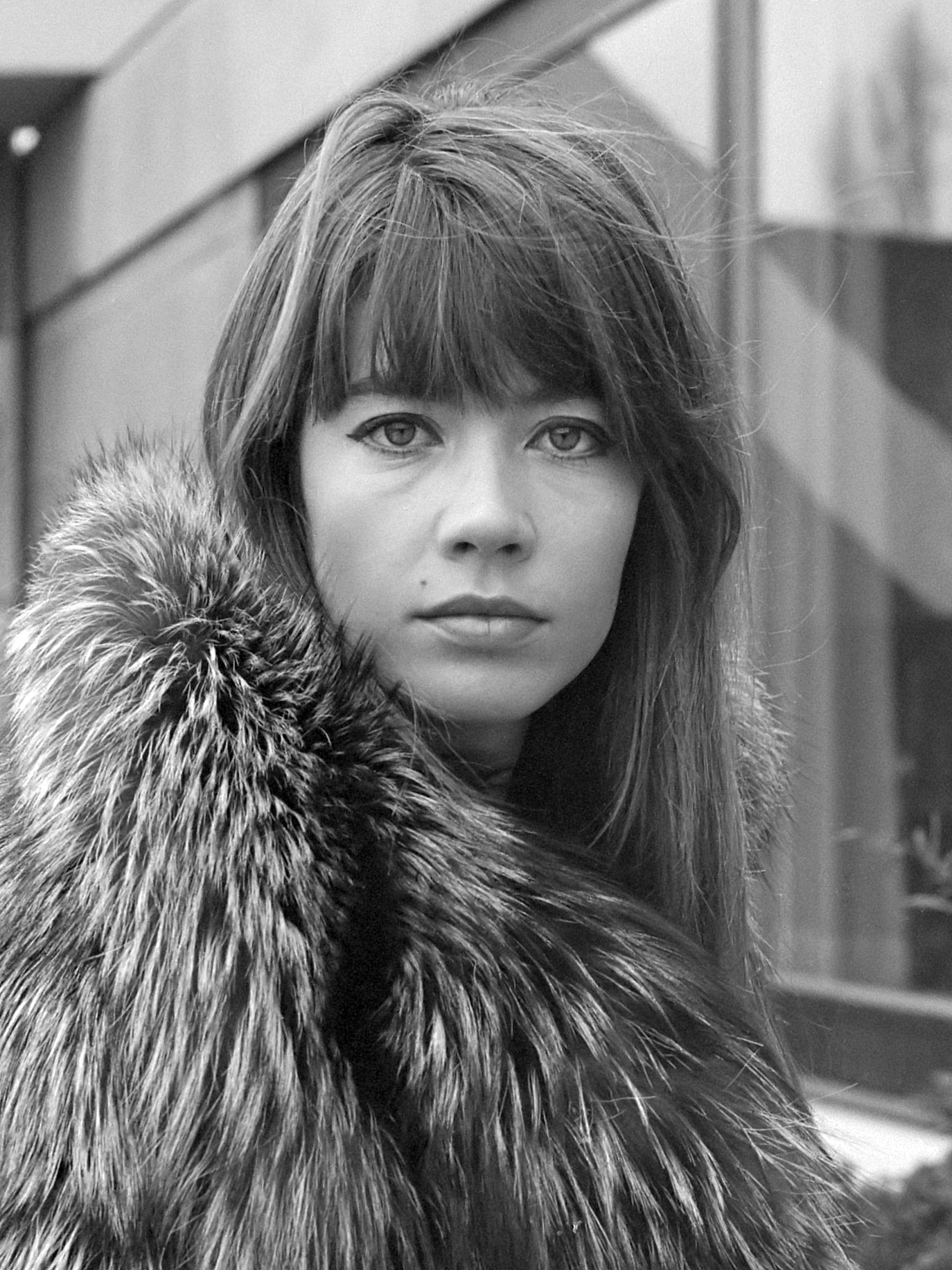
Françoise Hardy, 1969

Mon amie la rose ist eines der erfolgreichsten Chansons von Françoise Hardy, das erstmals im November 1964 auf einer EP und in einem Album unter dem gleichen Namen veröffentlicht wurde. Cécile Caulier schrieb 1959 den Chansontext und vertonte ihn zusammen mit Jacques Lacome.
Die Sängerin erzählt als Gleichnis des menschlichen Lebens von der Rose, ihrer „Freundin“, die sich beklagt, „wie unbedeutend wir doch sind“ (on est bien peu de chose). Kaum geboren, genießt die Rose ein kurzes Glück, dann muss sie welken und vergehen. Zurück bleibt nur die Hoffnung.

## Entstehungsgeschichte
Am 20. November 1959 starb die an Leukämie erkrankte französische Filmschauspielerin Sylvia Lopez (1931–1959) im jugendlichen Alter von 28 Jahren während der Dreharbeiten zu einem Film. Der frühe Tod der jungen Frau rührte die französische Autorin, Komponistin und Interpretin Cécile Caulier (1930–2009) so an, dass sie noch im gleichen Jahr ihr allegorisches Chanson vom Blühen und Vergehen der Rose verfasste. Sie vertonte es zusammen mit Jacques Lacome, jedoch blieb die Suche nach einem Interpreten vorerst erfolglos.

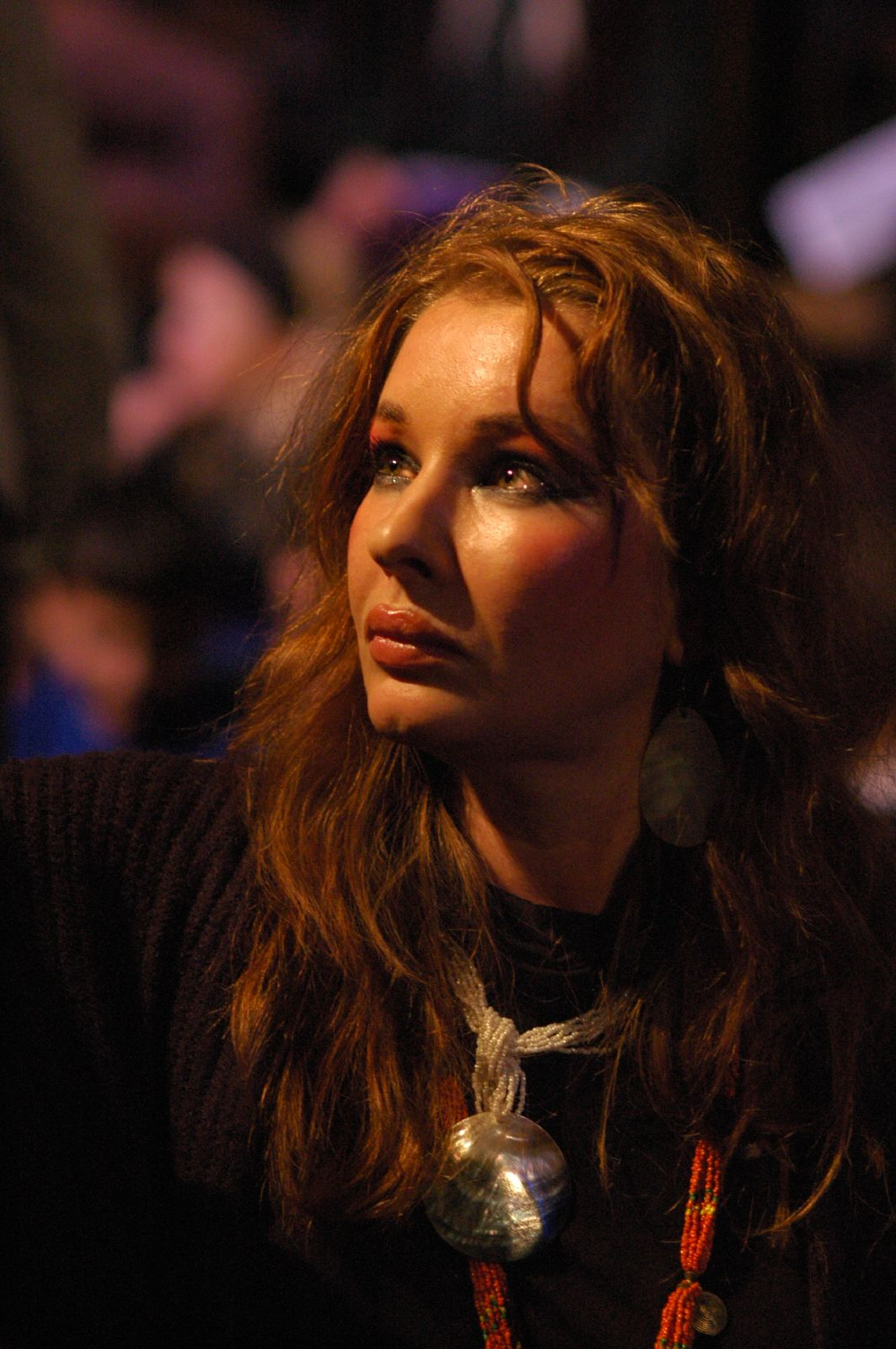
Natacha Atlas, 2006

Mireille Hartuch kannte das Chanson und seine Autorin und versicherte ihr, dass „ihr Chanson sein Schicksal haben wird“. Als Françoise Hardy 1962 im Petit Conservatoire de la Chanson mit Mireille Hartuch zusammentraf, lenkte diese ihre Aufmerksamkeit auf das Chanson. Im November des nächsten Jahres erfuhr Françoise Hardy nach einer Vorstellung im Pariser Olympia von Cécile Caulier, dass sie noch immer keinen Interpreten für ihr Chanson gefunden hatte. Sie ließ sich von ihr den Text zuschicken und schaffte es schließlich gegen den Widerstand ihres directeur artistique und anderer Leute in ihrer Umgebung, das Chanson ein Jahr später im November 1964 herauszubringen. Mit ihrer zarten und fragilen Stimme und ihrem sanften Vortrag verhalf Françoise Hardy dem Chanson zu einem großen, auch internationalen Erfolg.
Cécile Caulier interpretierte ihr Chanson 1966 ein einziges Mal selbst im Fernsehen. Eine erfolgreiche arabisch gefärbte Version des Chansons brachte 1999 die belgische Chansonsängerin Natacha Atlas heraus.

## Chansontext
Der Originaltext des Chansons ist auf der Webseite von Cécile Caulier abgedruckt.